# Памятник Скандербегу (Тирана)
Памятник Скандербегу — монумент (памятник) в честь Георга Кастриота, по прозвищу Скандербег, вождю антиосманского албанского восстания, национальному герою Албании, воспеваемому в народных песнях.

## История
Памятник расположен в центре главной площади Тираны, носящей его имя. Памятник представляет собой 11-метровую бронзовую статую, возвышающуюся на каменном постаменте. Скандербек изображен верхом на боевом коне, в шлеме с козьими рогами и саблей в руке. 
Автор памятника — албанский скульптор Одисе Паскали (1903—1985 годы) (в соавторстве с Йанаком Пачо).
Памятник установлен на месте, где до 1990 года стоял памятник И. В. Сталину. 
Также памятники Скандербегу установлены во многих городах Албании, а также в Риме и республике Косово, но самым величественным является монумент, установленный в центре Тираны в 1968 году к 500-летию со дня смерти албанского героя.